# Souvigny-en-Sologne
Souvigny-en-Sologne – miejscowość i gmina we Francji, w Regionie Centralnym, w departamencie Loir-et-Cher.
Według danych na rok 1990 gminę zamieszkiwało 440 osób, a gęstość zaludnienia wynosiła 11 osób/km² (wśród 1842 gmin Regionu Centralnego Souvigny-en-Sologne plasuje się na 727. miejscu pod względem liczby ludności, natomiast pod względem powierzchni na miejscu 173.).